# Isomerala
Isomerala is een geslacht van vliesvleugeligen uit de familie Eucharitidae. De wetenschappelijke naam van dit geslacht is voor het eerst geldig gepubliceerd in 1894 door Shipp.

## Soorten
Het geslacht Isomerala omvat de volgende soorten:
- Isomerala azteca Girault, 1920
- Isomerala bouceki Heraty, 2005
- Isomerala coronata (Westwood, 1874)